# ウルトラガール
ULTRAGIRL（ウルトラガール）は、スパイラルミュージックに所属する5人組の女性アイドルグループ。2012年3月に結成。『あなたの心を幸せで満たすために立ち上がった可愛い正義の味方』をコンセプトに、東京都内にあるライブハウスでのライブを中心に活動。そのコンセプトに合わせ、ファンを「ヒーロー」と呼ぶ。

## 概要

### 略史
2012年3月、新井郁花・鈴木希空・金子ゆい・広瀬光悠・白川花音・渡辺アリナ・麻生智世・川崎芹奈の8名で結成される。
2012年5月5日、東京・吉祥寺CLUB SEATAにてデビューイベントを開催。以降、2013年5月5日には東京・渋谷DESEOにて、2014年5月5日には吉祥寺CLUB SEATAにて、2015年5月26日には渋谷duo MUSIC EXCHANGEにて、2016年5月5日には原宿アストロホールにて、デビュー記念ワンマンライブを開催している。
2013年4月、白川花音が卒業。2013年5月、金子ゆいが卒業。2013年8月、渡辺アリナが脱退。
2015年5月26日、結成3周年記念のワンマンライブをもって、鈴木希空が卒業。
2016年5月、流川るな・笹沢茉由花が加入。2016年7月、東京・渋谷VUENOS TOKYOにて行われたライブをもって、新井郁花が卒業。
2017年1月27日、東京・新宿BLAZEにて行われたワンマンライブをもって、麻生智世・川崎芹奈・広瀬光悠が卒業。
2017年5月に活動休止し事実上の解散。芹沢、流川は新メンバーを加え後継ユニットの「ULTRA」を結成した。

### グループ名について
結成当初はカタカナ表記で「ウルトラガール」という名称であったが、ワールドワイドに活躍したいという思いから、2015年7月1日より英語表記の「ULTRAGIRL」に変更。
ULTRAGIRLというグループ名、更には『可愛い正義の味方』というコンセプトからウルトラマンを連想させるが、全く関係は無い。

## メンバー
2017年1月27日現在、オリジナルメンバーの3人と追加メンバーの2人を合わせ5人で活動。
| イメージカラー | メンバー名                  | 生年月日               | 出身地   | 身長  | 血液型 | 愛称       | 備考               |
| -------------- | --------------------------- | ---------------------- | -------- | ----- | ------ | ---------- | ------------------ |
| ホワイト       | 麻生 智世 あそう ともよ     | 1996年11月10日（28歳） | 神奈川県 | 160cm | O型    | ともろん   | 汗っかきのリーダー |
| ブルー         | 川崎 芹奈 かわさき せりな   | 1996年11月24日（28歳） | 東京都   | 163cm | B型    | せりにゃん | ギターが特技       |
| イエロー       | 広瀬 光悠 ひろせ みゆう     | 2000年2月8日（25歳）   | 東京都   | 155cm | AB型   | みーちゃん | みんなの妹         |
| レッド         | 流川 るな るかわ るな       | 1999年4月18日（26歳）  | 神奈川県 | 165cm | A型    | るーたん   | モデルとしても活動 |
| オレンジ       | 笹沢 茉由花 ささざわ まゆか | 2001年3月11日（24歳）  | 東京都   | 148cm | A型    | まゆちぃ   | メンバー最年少     |

元メンバー
- 新井 郁花（あらい ふみか、1997年11月18日 - 、B型）
- 鈴木 希空（すずき のあ、1997年8月9日 - 、O型）
- 金子 ゆい（かねこ ゆい、1995年3月6日 - ）
- 白川 花音（しらかわ かのん、1998年10月27日 - ）
- 渡辺 アリナ（わたなべ ありな、2001年1月6日 - ）

## 来歴

### 2012年
- 3月：新井郁花・鈴木希空・金子ゆい・広瀬光悠・白川花音・渡辺アリナ・麻生智世・川崎芹奈の8名で結成。
- 5月5日：吉祥寺CLUB SEATAにてデビューイベントを開催。
- 7月14日：1stシングル「正義の味方」をリリース。
- 9月26日：SHIBUYA REXにて開催された『SPIRAL MUSIC Vol.3 charity idol live』に出演。
- 10月18日：2ndシングル「てんきゅ！」をリリース。
- 10月31日：渋谷DESEOにて開催された『SPIRAL MUSIC Vol.4 HALLOWEEN Night』に出演。
- 12月9日：横浜BLITZにて開催された『Color-i Pet Collection Vol.1』に出演。
- 12月28日：DVD「SPIRAL MUSIC VIDEO　COLLECTION　VOL.1」に、2ndシングル曲「てんきゅ！」が収録される。

### 2013年
- 4月：白川花音が卒業。
- 5月2～4日：横浜市の山下公園にて開催された、横浜開港記念みなと祭『ヨコハマ　カワイイパーク J-pop Culture Festival』に出演。
- 5月5日：渋谷・DESEOにて、『デビュー1周年記念ワンマンライブ~そして羽ばたくウルトラガール~』を開催。
- 5月：金子ゆいが卒業。
- 8月14日：横浜BLITZにて開催された『アイドル甲子園Presents Challenge the BLITZ』及び『アイドル甲子園 ～横浜BLITZ球場～』に出演。
- 8月：渡辺アリナが脱退。
- 9月7日：関西テレビ放送内・なんでもアリーナにて開催された『LUCKY TRIPPER Presents Happy Jam in Osaka vol.7』に出演[1]。初の関西方面への遠征となる。
- 10月2日：3rdシングル「ウルトラ応援歌」をリリース。作詞をメンバーの鈴木希空が担当。
- 10月11日：フジテレビ「ミューサタ」に出演。
- 10月16日：赤坂BLITZ・赤坂サカスにて開催された『アイドル甲子園Presents「秋祭り～BLITZ×サカス～」』に出演。
- 11月29日：インターネット放送「SHOWROOM」にて、「うるとら☆しあたー」の放送が開始される。
- 12月8日：BSフジ「カンニングのDAI安吉日!」に出演。
- 12月20日：4thシングル「キラキラピカピカリンリンリン」をリリース。

### 2014年
- 1月：フジテレビ「ミューサタ」に、マンスリーゲストとして麻生智世と川崎芹奈が出演。
- 3月12日：5thシングル「888」をリリース。9カ所のインストアイベントを開催。
- 3月14日：Zepp Diver City Tokyoにて開催された『Diver City Idol Festival 2014』に出演[2]。
- 3月19日：フジテレビ「魁!音楽番付 Eight」に出演。
- 3月29日：新木場STUDIO COASTにて開催された『アイドル甲子園FESTIVAL』に出演。
- 4月5日：ディファ有明にて開催された『Tokyo Idol Gate2014VoL.2』に出演。
- 4月12日：フジテレビ「ミューサタ 春のスペシャル！」に出演。
- 5月5日：吉祥寺CLUB SEATAにて『デビュー2周年記念ワンマンライブ~泣いて笑って戻ってきまSEATA~』を開催[3]。ライブ中のMCにて、メンバーの川崎芹奈がムンプス難聴により左耳が聞こえない状態だと発表される[4]。
- 6月22日：札幌芸術の森 野外ステージにて開催された『Sapporo-GirlsLink Special 2014』に出演。
- 7月：フジテレビ「ミューサタ」に、マンスリーゲストとして新井郁花が出演。
- 7月12日：パシフィコ横浜にて開催された『Tokyo Fashion Collection』に、オープニングアクトとして出演。
- 8月2～3日：『TOKYO IDOL FESTIVAL 2014』に出演[5]。
- 8月16日：『SUMMER SONIC 2014』の東京会場（幕張メッセ）IDOL SONICに出演[6][7][8]。
- 9月6日：ファンの名称が「ヒーロー」に決まる。
- 9月7日：新木場STUDIO COASTにて開催された『TOKYO IDOL WARS～群雄割拠～』に出演。
- 9月23日：6thシングル「君！ヒーローになって」をリリース。Type-Aカップリング曲の「ガチだよ！好きだぞ！」の作詞をメンバーの新井郁花が担当、Type-Bカップリング曲の「空回りラブレター」の作詞をメンバーの鈴木希空が担当。
- 12月29日：渋谷DESEOでのスパイラルミュージック主催ライブにて、2015年3月18日にVERSIONMUSIC（JVCケンウッド・ビクターエンタテインメント）よりメジャーデビューすることが発表される。
- 12月31日：東京・TKPガーデンシティ品川にて開催されたカウントダウンイベント、『PiNuP Winters Collection～COUNTDOWN PARTY～』に出演[9]。

### 2015年
- 1月25日：新宿BLAZEにて開催された『Japan Idol Festival 2015』に出演。
- 2月14日〜3月13日：街頭での1万人との握手に挑戦し、達成する[10][11]。
- 3月14日：下北沢のCLUB251にて、『ウルトラガール 無料ワンマンライブ』を開催[12]。
- 3月18日：メジャーデビューシングルでもある7thシングル、「No.1/無我夢中」をリリース。
- 5月26日：渋谷・duo MUSIC EXCHANGEにて『3周年記念ワンマンライブ』開催。同ライブをもって、メンバーの鈴木希空がグループを卒業。
- 6月6〜7日：北海道・札幌芸術の森野外ステージにて開催された野外フェスティバル、『Sapporo-Girls Link Special 2015』に出演[13]。
- 7月1日：渋谷・Gladにて開催されたワンマンライブ『うるとらんどvol.1〜新装開店〜』にて、グループ名が「ウルトラガール」から英語表記の「ULTRAGIRL」に変更されることが発表された。
- 8月1日：東京レジャーランドパレットタウン店にて開催された『お台場アイドルフェスティバル』に出演[14]。
- 8月7日：渋谷TSUTAYA O-EASTにて開催されたファッションイベント『Campus Summit 2015 -DREAM PROJECT- Powered by MiRu』に、メンバーの麻生智世がモデルとして出演。
- 9月23日：山梨県の山中湖交流プラザ きららにて開催された大型音楽フェス、『Twin Box FUJISAN 2015』に出演[15]。
- 12月30日：ZEPPなんば大阪にて開催された『本格音楽女子祭-大阪編-』に出演[16]。

### 2016年
- 1月2日：TSUTAYA O-EASTにて開催された、お笑いコンビ・平成ノブシコブシの徳井健太がプロデュースする『徳井アイドルフェスティバル-其の弐-』に出演。
- 1月24日：大阪・YES THEATERにて開催された『ミナミアイドルフェスティバル1.24』に出演。
- 3月21日：新木場STUDIO COASTにて開催された『アイドル甲子園FESTIVAL2016』に出演[17]。
- 3月24日：豊洲PITにて開催された『Nippon Idol Cup vol.2』に出演[18]。
- 4月4日：赤坂BLITZにて開催されたファッションイベント『a-collection Vol.5』に、メンバーの川崎芹奈がモデルとして出演。
- 5月5日：原宿アストロホールにて、デビュー4周年記念ワンマンライブ【明日にコミット～四度目の正直～】を開催。流川るな・笹沢茉由花が新メンバーとして加入する事を発表[19]。
- 5月14〜15日：中華民国（台湾）・台北市にあるJack's Studio（杰克音樂）にて開催された『IDOLidge Carnival in TAIPEI』に出演。グループ初の海外でのライブとなる[20]。
- 6月14日：1stアルバム「ミラクル4U」をリリース。「ミラクル迷路」の作詞をメンバーの川崎芹奈が担当、「夢の道」の作詞をメンバーの麻生智世が担当。
- 7月3日：VUENOS TOKYOにて開催された公演で、メンバーの新井郁花が卒業。
- 9月11日：渋谷にある4つのライブハウスにて開催された『IDOLidge presents ASIA IDOL PARADE 2016』に出演（計8公演）[21]。
- 10月3日：FM-FUJIにて、メンバーの川崎芹奈・流川るな・笹沢茉由花がパーソナリティを務める『GIRLS♥GIRLS♥GIRLS =flying high=「SPIRAL Radio」』の放送が始まる。
- 10月22日：横須賀市の三笠公園にて開催されたハロウィンイベント・『ヨコカル祭』に、アイドルステージで出演。
- 11月3日：TwinBox AKIHABARAにて開催された『IDOL DIGITAL CHALLENGE powerd by ASCII倶楽部』に出演[22]。
- 11月4日：SHIBUYA REXにて『帰ってきたうるとらんど 〜決意の夜に〜』を開催。2017年の1月27日に新宿BLAZEにてグループ最大規模のワンマンライブを開催する事、その日をもって、オリジナルメンバーである麻生智世・川崎芹奈・広瀬光悠の3名がグループを卒業する事を発表。
- 12月11日：新木場STUDIO COASTにて開催された『本格音楽女子祭 〜年末スペシャル〜』に出演[23]。
- 12月21日：8thシングル「あの丘の上まで 〜キラリ涙超えて〜」をリリース。メンバーの麻生智世・川崎芹奈・広瀬光悠にとって最後のシングル曲となる。

### 2017年
- 1月1日：元旦の早朝より、メンバーの5人が5区間に分かれてJR山手線の線路沿いを一周する「ウルトラ駅伝」を敢行し、完走。その後、Tsutaya O-EASTにて開催された「JUMP POP FES ～New Year SP～」に出演。
- 1月27日：新宿BLAZEにて、グループ最大規模のワンマンライブ『ULTRAGIRLワンマンライブ 〜一歩踏み出す明るい未来〜』を開催。同ライブをもって、オリジナルメンバーの麻生智世・川崎芹奈・広瀬光悠がグループを卒業[24][25]。

## 作品

### シングル楽曲作品
| 枚           | リリース       | タイトル                          | 品番         | カップリング                                                             | 形態                       | オリコン最高順位 | 備考 |
| SPIRAL MUSIC | SPIRAL MUSIC   | SPIRAL MUSIC                      | SPIRAL MUSIC | SPIRAL MUSIC                                                             | SPIRAL MUSIC               | SPIRAL MUSIC     | SPIRAL MUSIC |
| ------------ | -------------- | --------------------------------- | ------------ | ------------------------------------------------------------------------ | -------------------------- | ---------------- | --- |
| 1            | 2012年7月14日  | 正義の味方                        | SPRL-0012    | 正義の味方（OFF VOCAL）                                                  | CD、デジタル・ダウンロード |                  | デビュー曲 作詞：ブラックチェリー / 作曲：ウラタ☆マサカズ                                                                              |
| 2            | 2012年10月18日 | てんきゅ！                        | SPRL-0018    | てんきゅ！（OFF VOCAL）                                                  | CD、デジタル・ダウンロード |                  | 作詞：ゆりぽ / 作曲・編曲：pw.a |
| 3            | 2013年10月2日  | ウルトラ応援歌                    | SPRL-0034    | 超めっちゃめちゃ（Type-A） いいな（Type-B） 机に刻んだスキデスという言葉 | CD、デジタル・ダウンロード | 36位             | 作詞：鈴木希空 / 作曲・編曲：浦田尚克                                                                                                  |
| 4            | 2013年12月20日 | キラキラピカピカリンリンリン      | SPRL-0039    | ひとつプレゼント                                                         | CD                         |                  | 手売り限定CD |
| 5            | 2014年3月12日  | 888                               | SPRL-0048    | バンジャー愛                                                             | CD、デジタル・ダウンロード | 38位             | 作詞：ブラックチェリー / 作曲・編曲：浦田尚克                                                                                          |
| 6            | 2014年9月23日  | 君！ヒーローになって              | SPRL-0063    | ガチだよ！好きだぞ！（Type-A） 空回りラブレター（Type-B） 小指           | CD、デジタル・ダウンロード | 35位             | 作詞：ブラックチェリー / 作曲：渡部きこ / 編曲：浦田尚克 「ガチだよ！好きだぞ！」を新井郁花が作詞 「空回りラブレター」を鈴木希空が作詞 |
| VERSIONMUSIC |                |                                   |              |                                                                          |                            |                  | |
| 7            | 2015年3月18日  | NO.1 / 無我夢中                   | VICL-37029   | No.1 (instrumental) 無我夢中 (instrumental)                              | CD、デジタル・ダウンロード | 21位             | 作詞：ブラックチェリー / 作曲：山崎燿 / 編曲：浦田尚克（NO.1） 作詞：ブラックチェリー / 作曲：浦田尚克 / 編曲：山崎燿（無我夢中）      |
| SPIRAL MUSIC |                |                                   |              |                                                                          |                            |                  | |
| 8            | 2016年12月21日 | あの丘の上まで 〜キラリ涙超えて〜 | SPRL-0094    | あの日の自分にさよなら                                                   | CD、デジタル・ダウンロード | 105位            | 作詞・作曲・編曲：J.K≒3.0 |

### アルバム楽曲作品
| 枚           | リリース      | タイトル     | 品番         | 収録曲 | 形態                       | オリコン最高順位 | 備考 |              |
| SPIRAL MUSIC | SPIRAL MUSIC  | SPIRAL MUSIC | SPIRAL MUSIC | SPIRAL MUSIC | SPIRAL MUSIC               | SPIRAL MUSIC     | SPIRAL MUSIC | SPIRAL MUSIC |
| ------------ | ------------- | ------------ | ------------ | --- | -------------------------- | ---------------- | --- | ------------ |
| 1            | 2016年6月14日 | ミラクル4U   | SPRL-0086    | 1. ウルトラ応援歌 (2016) 2. ミラクル迷路 3. バンジャー愛 (2016) 4. クラウチングスタート 5. 888 (2016) 6. てんきゅ！ (2016) 7. 空回りラブレター (2016) 8. 机に刻んだスキデスという言葉 (2016) 9. 君！ヒーローになって (2016) 10. 瞬間のカケラ 11. 君にありがとう (2016) 12. 夢の道 | CD、デジタル・ダウンロード | 82位             | ウルトラ応援歌 (2016) - 作詞 : 鈴木希空 / 作曲・編曲 : 浦田尚克 ミラクル迷路 - 作詞 : 川崎芹奈 / 作曲・編曲 : 渡部きこ バンジャー愛 (2016) - 作詞 : ブラックチェリー / 作曲：mstk / 編曲：浦田尚克 クラウチングスタート - 作詞・作曲・編曲：桐山来久 888 (2016) - 作詞 : ブラックチェリー / 作曲・編曲 : 浦田尚克 てんきゅ！ (2016) - 作詞 : ゆりぽ / 作曲 : pw.a / 編曲 : 浦田尚克 空回りラブレター (2016) - 作詞 : 鈴木希空 / 作曲・編曲 : 浦田尚克 机に刻んだスキデスという言葉 (2016) - 作詞 : ブラックチェリー / 作曲 : ちゃぺ / 編曲 : 浦田尚克 君！ヒーローになって (2016) - 作詞 : ブラックチェリー / 作曲 : 渡部きこ / 編曲 : 浦田尚克 瞬間のカケラ - 作詞・作曲・編曲：桐山来久 君にありがとう (2016) - 作詞 : ブラックチェリー / 作曲 : Rinia. / 編曲 : 浦田尚克 夢の道 - 作詞 : 麻生智世 / 作曲・編曲 : Rinia. 「ミラクル迷路」を川崎芹奈が作詞、「夢の道」を麻生智世が作詞 |              |

### 映像作品
| リリース                 | タイトル                                         | 販売形態     | 備考         |
| SPIRAL MUSIC             | SPIRAL MUSIC                                     | SPIRAL MUSIC | SPIRAL MUSIC |
| ------------------------ | ------------------------------------------------ | ------------ | ------------ |
| 2012年12月28日           | SPIRAL MUSIC VIDEO COLLECTION VOL.1              | DVD          |              |
| 2013年12月2日            | SPIRAL MUSIC LIVE & MUSIC VIDEO COLLECTION Vol.2 | DVD          |              |
| 恐怖の投稿映像管理委員会 |                                                  |              |              |
| 2013年2月6日             | 追跡!!ほんとにあった恐怖の投稿映像 vol.1         | DVD          |              |

## ライブ・イベント

### 単独・主催ライブ
| 公演日         | 公演名                                                             | 会場                   | 備考 |
| -------------- | ------------------------------------------------------------------ | ---------------------- | --- |
| 2013年5月5日   | デビュー1周年記念ワンマンライブ 〜そして羽ばたくウルトラガール〜   | 渋谷DESEO              | 初のワンマンライブ |
| 2014年5月5日   | デビュー2周年記念ワンマンライブ 〜泣いて笑って戻ってきまSEATA〜    | 吉祥寺CLUB SEATA       | |
| 2015年3月14日  | ウルトラガール 無料ワンマンライブ                                  | 下北沢CLUB251          | |
| 2015年5月26日  | デビュー3周年記念ワンマンライブ 〜見逃すな！史上最強のレジェンド〜 | 渋谷duo MUSIC EXCHANGE | メンバーの鈴木希空がこの日をもって卒業 |
| 2015年7月1日   | うるとらんどvol.1 〜新装開店〜                                     | 渋谷Glad               | |
| 2016年9月13日  | うるとらんど 番外編 ～solo parade～                                | 神楽坂TRASH UP!!       | |
| 2015年10月18日 | うるとらんど Vol.2 ～Halloweeeen Parade～                          | 渋谷VUENOS TOKYO       | |
| 2015年12月20日 | うるとらんど Vol.3 ～X'mas party～                                 | 六本木BeeHive          | |
| 2016年2月8日   | うるとらんどvol.4 ～Valentine's day＆広瀬光悠生誕祭～              | 渋谷VUENOS TOKYO       | メンバー・広瀬光悠の誕生日会を兼ねる |
| 2016年3月12日  | うるとらんど番外編 ～神楽坂でピクニック～                          | 神楽坂TRASH UP!!       | |
| 2016年3月22日  | うるとらんどvol.5 ～全曲ぶっ通しライブ～                           | SHIBUYA REX            | 持ち歌の全19曲（76分）を、MC等挟まず通しで行う |
| 2016年5月5日   | デビュー4周年記念ワンマンライブ【明日にコミット～四度目の正直～】  | 原宿アストロホール     | 流川るな・笹沢茉由花が新メンバーとして加入 |
| 2016年11月4日  | 帰ってきたうるとらんど 〜決意の夜に〜                              | SHIBUYA REX            | 2017年1月27日にグループ最大規模のワンマンライブを開催、その日をもって、オリジナルメンバーである麻生智世・川崎芹奈・広瀬光悠の3名がグループを卒業する事を発表 |
| 2016年12月12日 | うるとらんど ～友達100人できるかな？～ vol.1                       | SHIBUYA REX            | |
| 2016年12月26日 | うるとらんど ～友達100人できるかな？～ vol.2                       | 渋谷RUIDO K2           | |
| 2017年1月19日  | うるとらんど ～友達100人できるかな？～ vol.3                       | 吉祥寺CLUB SEATA       | |
| 2017年1月27日  | ULTRAGIRLワンマンライブ 〜一歩踏み出す明るい未来〜                 | 新宿BLAZE              | メンバーの麻生智世・川崎芹奈・広瀬光悠がこの日をもって卒業                                                                                                   |

### 主なイベント・フェス
| 公演日            | 公演名                                                                         | 会場                                              | 備考                                                      |
| ----------------- | ------------------------------------------------------------------------------ | ------------------------------------------------- | --------------------------------------------------------- |
| 2012年5月5日      | デビューイベント                                                               | 吉祥寺CLUB SEATA                                  |                                                           |
| 2012年9月26日     | SPIRAL MUSIC Vol.3 charity idol live                                           | SHIBUYA REX                                       | スパイラルミュージック所属グループによるライブ            |
| 2012年10月31日    | SPIRAL MUSIC Vol.4 HALLOWEEN Night                                             | 渋谷DESEO                                         | 同上                                                      |
| 2012年12月9日     | Color-i Pet Collection Vol.1                                                   | 横浜BLITZ                                         |                                                           |
| 2013年5月2～4日   | ヨコハマ カワイイパーク J-pop Culture Festival                                 | 山下公園（横浜市）                                |                                                           |
| 2013年8月14日     | アイドル甲子園Presents「Challenge the BLITZ」 アイドル甲子園 ～横浜BLITZ球場～ | 横浜BLITZ                                         |                                                           |
| 2013年9月1日      | ASIA IDOL PARADE 2013                                                          | 渋谷Glad TSUTAYA O-Crest                          | 2公演                                                     |
| 2013年9月7日      | LUCKY TRIPPER Presents Happy Jam in Osaka vol.7                                | 関西テレビ放送内 なんでもアリーナ                 | 大阪遠征 1部・2部共                                       |
| 2013年10月16日    | アイドル甲子園Presents「秋祭り～BLITZ×サカス～」                               | 赤坂BLITZ 赤坂サカス                              | 2公演                                                     |
| 2014年2月16日     | ROLL TOGETHER FESTIVAL2014×Glad 4thAnniversary                                 | 渋谷VUENOS / LOUNGE NEO / 渋谷Glad                | 3公演                                                     |
| 2014年3月14日     | Diver City Idol Festival 2014                                                  | Zepp Diver City Tokyo                             |                                                           |
| 2014年3月29日     | アイドル甲子園FESTIVAL                                                         | 新木場STUDIO COAST                                |                                                           |
| 2014年4月5日      | Tokyo Idol Gate2014VoL.2                                                       | ディファ有明                                      |                                                           |
| 2014年6月22日     | Sapporo-GirlsLink Special 2014                                                 | 札幌芸術の森                                      | 北海道遠征                                                |
| 2014年7月12日     | Tokyo Fashion Collection                                                       | パシフィコ横浜                                    | オープニングアクト                                        |
| 2014年8月2〜3日   | TOKYO IDOL FESTIVAL 2014                                                       | お台場・青海周辺エリア                            | 4ステージ                                                 |
| 2014年8月16日     | SUMMER SONIC 2014                                                              | 幕張メッセ                                        | IDOL SONICに出場                                          |
| 2014年9月7日      | TOKYO IDOL WARS～群雄割拠～                                                    | 新木場STUDIO COAST                                | 2ステージ（うちひとつメインステージ）                     |
| 2014年12月6日     | ネコトマイ＠新潟SHOW!CASE!!                                                    | 新潟SHOW!CASE!!                                   | 新潟遠征 小桃音まい主催のライブイベント                   |
| 2014年12月31日    | PiNuP Winters Collection～COUNTDOWN PARTY～                                    | TKPガーデンシティ品川                             | 大晦日のカウントダウンイベント                            |
| 2015年1月25日     | Japan Idol Festival 2015                                                       | 新宿BLAZE                                         |                                                           |
| 2015年5月19日     | 本格音楽女子祭-其の六-                                                         | TSUTAYA O-EAST                                    |                                                           |
| 2015年6月6〜7日   | Sapporo-Girls Link Special 2015                                                | 札幌芸術の森                                      | 北海道遠征                                                |
| 2015年6月27日     | JUMP POP FES 2015                                                              | TOKYO FM HALL                                     | 1部・2部共                                                |
| 2015年7月14日     | 本格音楽女子祭-其の七-                                                         | TSUTAYA O-EAST                                    |                                                           |
| 2015年8月1日      | お台場アイドルフェスティバル                                                   | 東京レジャーランドパレットタウン店                |                                                           |
| 2015年8月7日      | Campus Summit 2015 -DREAM PROJECT- Powered by MiRu                             | TSUTAYA O-EAST                                    | ファッションイベント メンバーの麻生智世がモデルとして出演 |
| 2015年8月24日     | 本格音楽女子祭-其の八-                                                         | TSUTAYA O-EAST                                    |                                                           |
| 2015年9月23日     | Twin Box FUJISAN 2015                                                          | 山中湖交流プラザ きらら                           |                                                           |
| 2015年9月28日     | 本格音楽女子祭-其の九-                                                         | TSUTAYA O-EAST                                    |                                                           |
| 2015年10月19日    | 本格音楽女子祭-其の十-                                                         | TSUTAYA O-EAST                                    |                                                           |
| 2015年12月16日    | 本格音楽女子祭-其の十弐-                                                       | TSUTAYA O-EAST                                    |                                                           |
| 2015年12月30日    | 本格音楽女子祭-大阪編-                                                         | ZEPPなんば大阪                                    | 大阪遠征                                                  |
| 2016年1月11日     | Girl’s Bomb!! ～今年もお願いします！＆アイドル成人式～                         | 新木場SUTUDIO COAST                               |                                                           |
| 2016年1月2日      | 徳井アイドルフェスティバル-其の弐- 1部                                         | TSUTAYA O-EAST                                    | 徳井健太（平成ノブシコブシ）が企画                        |
| 2016年1月24日     | ミナミアイドルフェスティバル1.24                                               | YES THEATER                                       | 大阪遠征                                                  |
| 2015年2月29日     | 本格音楽女子祭-其の十四-                                                       | TSUTAYA O-EAST                                    |                                                           |
| 2016年3月6日      | スターアイドルフェスティバル                                                   | ベルサール秋葉原                                  |                                                           |
| 2016年3月21日     | アイドル甲子園FESTIVAL2016                                                     | 新木場STUDIO COAST                                |                                                           |
| 2016年3月24日     | Nippon Idol Cup vol.2                                                          | 豊洲PIT                                           |                                                           |
| 2016年4月4日      | a-collection Vol.5                                                             | 赤坂BLITZ                                         | ファッションイベント メンバーの川崎芹奈がモデルとして出演 |
| 2016年5月14〜15日 | IDOLidge Carnival in TAIPEI                                                    | 中華民国（台湾）台北市・Jack's Studio（杰克音樂） | 初の海外遠征                                              |
| 2016年6月18日     | ラジ館アイドルフェス                                                           | 秋葉原ラジオ会館                                  |                                                           |
| 2016年9月11日     | IDOLidge presents ASIA IDOL PARADE 2016                                        | club asia / VUENOS / Glad / TSUTAYA O-Crest       | 4会場全公演（8公演）                                      |
| 2016年9月19日     | JUMP POP FES in SAITAMA                                                        | HEAVEN'S ROCKさいたま新都心VJ-3                   | 1部のみ出演                                               |
| 2016年10月22日    | ヨコカル祭                                                                     | 三笠公園（横須賀市）                              | ハロウィンイベント アイドルステージでの出演               |
| 2016年11月1日     | Zirco Tokyo SUPER LIVE 2016 vol.1                                              | Zirco Tokyo                                       |                                                           |
| 2016年11月3日     | IDOL DIGITAL CHALLENGE powerd by ASCII倶楽部                                   | TwinBox AKIHABARA                                 |                                                           |
| 2016年12月11日    | 本格音楽女子祭 〜年末スペシャル〜                                              | 新木場STUDIO COAST                                |                                                           |
| 2017年1月1日      | JUMP POP FES ～New Year SP～                                                   | TSUTAYA O-EAST                                    |                                                           |

## 出演

### テレビ
- ミューサタ（2013年10月11日・2014年1月・2014年7月、フジテレビ）
- カンニングのDAI安吉日!（2013年12月8日、BSフジ）
- 魁!音楽番付 Eight（2014年3月19日、フジテレビ）
- ミューサタ 春のスペシャル！（2014年4月12日、フジテレビ）

### ラジオ
- GIRLS♥GIRLS♥GIRLS =flying high=「SPIRAL Radio」（2016年10月3日 - 2017年6月26日、FM-FUJI）- パーソナリティとして流川るな・笹沢茉由花・川崎芹奈が出演[28]。

### インターネット放送
- うるとら☆しあたー（SHOWROOM、2013年11月29日 - ）隔週金曜日21:00～
- ぶるぺん（2018年4月、GYAO!）- 川崎芹奈のみ[29]

### 雑誌・書籍・フリーペーパー
- ウルトラ☆スポット（電撃ASCII 秋葉原限定版[30]、2014年7月25日 - ）